# Nada Surf
Nada Surf é uma banda americana de rock alternativo formada em 1993 em Nova Iorque. O grupo alcançou alto grau de fama com a canção Popular, presente no seu primeiro álbum, High/Low. A banda sobreviveu ao rótulo de one hit wonder e continua a sua existência no cenário independente norte-americano. Seus discos posteriores conseguiram boa aceitação de crítica e formaram uma legião fiel de fãs.
Os integrantes da banda são:
Matthew Caws (guitarra e vocal) 
Ira Elliot (bateria e vocais de apoio) 
e Daniel Lorca (baixo e vocais de apoio).

## Discografia

### Álbuns de estúdio
- 1996 - High/Low
- 1998 - The Proximity Effect
- 2002 - Let Go
- 2005 - The Weight Is a Gift
- 2008 - Lucky
- 2010 - If I Had a Hi-Fi
- 2012 - The Stars Are Indifferent To Astronomy
- 2016 - You Know Who You Are
- 2020 - Never Not Together

### EP's
- 1994 - Karmic

### Ao vivo
- 1999 - North 6th Street
- 2004 - Live In Brussels
- 2016 - Peaceful Ghosts